# Mayanot

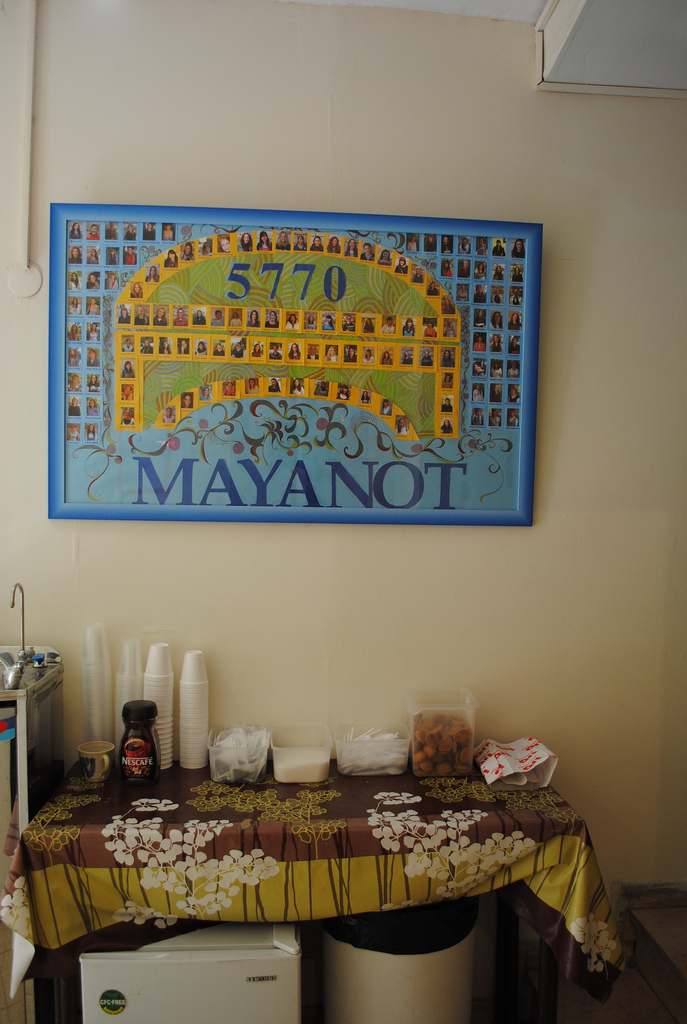
Programma femminile Mayanot: albo diplomate, anno 5770.

Mayanot Institute of Jewish Studies - in italiano: Istituto di Studi Ebraici Mayanot -  è una yeshivah Chabad-Lubavitch basata a Mekor Baruch, quartiere di Gerusalemme (Israele). Il corpo docenti e lo studentato sono principalmente statunitensi e la yeshivah è quindi orientata verso studenti baalei teshuva (ebrei che "riscoprono" l'ebraismo ortodosso in età matura) di madrelingua inglese o spagnola. L'istituto era iniziato come yeshiva maschile, ma ha recentemente aggiunto anche un seminario per donne.

## Filosofia didattica
Oltre alle materie standard di una yeshivah, come lo studio del Talmud e dell'Halakhah (Legge ebraica), Mayanot propone un assiduo studio della filosofia Chabad e chassidica, e altre materie simili. Il programma per le classi femminili, fatto innovativo per Mayanot, offre un apprendimento specialistico della Mishna, Gemara e dei commentari di Rashi, insieme ad altri testi ebraici.

## Facoltà
Il Rosh Yeshiva è Rabbi Yisroel Noach Wichnin
Rabbi Shlomo Gestetner - Direttore generale
Rabbi Kasriel Shemtov - Direttore della Yeshiva
Rabbi Chaim Moss - Direttore del Programma di Studi Ebraici
Rabbi Alon Silberg - Talmud e Storia ebraica
Rabbi Baruch Kaplan - Talmud e Chassidus
Rabbi Shmuel Braun -  Studi biblici, Talmud, Chassidus
Rabbi Mordechai Guth -  Halakhah, Talmud, Chassidus
Rabbi Elchanan Cohen - Talmud
Yonatan Knopp - Amministratore
Rabbi Avromel Hendel - Legge ebraica

## Riconoscimenti
Mayanot è legalmente riconosciuto dal College Consortium for International Studies ed è una scuola accreditata all'insegnamento superiore tramite il Rabbinical College of America di Morristown (New Jersey).

## Sinagoga
Mayanot gestisce inoltre una sinagoga comunitaria a Nachlaot, in Gerusalemme. Situata nel centro della Nuova Gerusalemme, il sito fu originalmente acquisito dai leader dell'antica comunità ebraica yemenita. La struttura fu completata nel 1919 e comprende due sinagoghe e una spaziosa casa di studio. Durante la Guerra di indipendenza israeliana, l'edificio fu un baluardo di resistenza ebraica. Le preghiere vendono condotte nello stile di Rabbi Shlomo Carlebach e del Rebbe Lubavitcher.

## Altri programmi
Attraverso le sue sedi affiliate, l'Istituto di Studi Ebraici Mayanot offre viaggi Taglit, un seminario di formazione dirigenti, una sinagoga a Gerusalemme, e fa funzioni di agenzia viaggi/tour per Israele.